# Mei 1994
Dit artikel geeft een chronologisch overzicht van alle belangrijke gebeurtenissen per dag in de maand 
mei van het jaar 1994.

## Gebeurtenissen

### 1 mei
- Formule 1-coureur Ayrton Senna verongelukt tijdens de Grand Prix van San Marino op het circuit van Imola.

### 2 mei
- Premier Ruud Lubbers biedt het ontslag aan van de ministers en staatssecretarissen uit zijn kabinet aan koningin Beatrix. Het derde kabinet-Lubbers is daarmee demissionair.
- Het Zwitserse chemie- en farmacieconcern Roche neemt voor 5,3 miljard dollar (9,8 miljard gulden) zijn Amerikaanse branchegenoot Syntex over. Wereldwijd komt Roche naar omzet gemeten op de vierde plaats van farmaciebedrijven.
- Het parlement van Cuba geeft de regering de vrije hand drastische maatregelen te nemen om het begrotingstekort te verminderen en de economische crisis het hoofd te bieden.
- Titelverdediger Stephen Hendry wint het WK snooker voor de derde keer op rij en de vierde keer in totaal.

### 3 mei
- Bij de Tweede Kamerverkiezingen verliezen de regeringspartijen, Partij van de Arbeid (PvdA) en Christen-Democratisch Appèl (CDA), respectievelijk twaalf en twintig zetels, waardoor de zittende coalitie haar meerderheid kwijtraakt.
- De Bosnische Serviërs geven de Verenigde Naties toestemming waarnemers te stationeren in het gebied rond Brčko. Ook zeggen ze toe daar een staakt-het-vuren in acht te nemen.

### 4 mei
- GroenLinks-lijsttrekker Ina Brouwer verlaat met onmiddellijke ingang de politiek en wordt vervangen door Paul Rosenmöller.
- Arsenal wint de Europacup II door in Parken (Kopenhagen) het Italiaanse Parma met 1-0 te verslaan. De enige treffer van de club uit Londen komt in de 20ste minuut op naam van Alan Smith.
- De Internationale Autosport Federatie (FIA) neemt een aantal veiligheidsmaatregelen na de recente tragedie op het circuit van Imola waarbij onder anderen Ayrton Senna de dood vond.

### 5 mei
- Het aantal bankovervallen in Nederland daalt in het eerste kwartaal van 1994 met 38 procent, blijkt uit de jongste cijfers van de Nederlandse Vereniging van Banken (NVB).
- De Nederlandse Dagblad Unie, een dochter van Reed Elsevier, neemt het Rotterdams Dagblad volledig over. De uitgever heeft daarover overeenstemming bereikt met Sijthoff Pers, dat nu nog 50 procent van de krant in handen heeft.

### 6 mei
- De Franse president François Mitterrand en de Britse koningin Elizabeth II openen officieel de Kanaaltunnel tussen Frankrijk en Engeland.
- De Centrumdemocraten in de Rotterdamse deelgemeente Feijenoord spannen een procedure aan tegen het besluit van de deelraad de partij niet op te nemen in de raadscommissies.

### 9 mei
- Nelson Mandela wordt beëdigd als de eerste zwarte president van Zuid-Afrika.

### 10 mei
- In de Amerikaanse staat Illinois wordt seriemoordenaar John Wayne Gacy geëxecuteerd voor de moord op 33 jongens en mannen. Gacy was berucht onder de namen 'Killer Clown' of 'Pogo de Clown' omdat hij zich verhuurde als clown op kinderfeestjes.

### 14 mei
- FC Barcelona behaalt voor de vierde keer op rij de Spaanse landstitel. In de slotronde van het voetbalseizoen 1993/94 wint de ploeg van trainer-coach Johan Cruijff met 5-2 van Sevilla, onder meer door twee treffers van Hristo Stoichkov.
- Appie Abbenhuis pleegt een overval op een Albert Heijn in Oosterbeek en doodt daarmee twee mensen en plaatst een persoon in een rolstoel.

### 17 mei
- Op de FIFA-wereldranglijst delen Brazilië en Duitsland de eerste plaats, gevolgd door Zweden.

### 20 mei
- Voor het eerst in de geschiedenis bereiken twee Belgen de Noordpool. Alain Hubert en Didier Goetghebuer doen er 2,5 maand over om hun doel te bereiken. Ze krijgen met nogal wat tegenslagen te maken: zo belanden ze op een ijsschots die naar het zuiden afdrijft.

### 22 mei
- Bij de EK judo in Gdańsk behaalt Nederland drie gouden medailles dankzij Jessica Gal, Angelique Seriese en Monique van der Lee.

### 23 mei
- Italië houdt tot 5 juni de grenzen gesloten voor Nederlandse varkens in verband met blaasjesziekte.
- Tennisser Michael Stich leidt Duitsland naar de triomf in de World Team Cup, het officieuze ATP-wereldkampioenschap voor landenteams. De nummer twee van de internationale ranglijst staat in Düsseldorf aan de basis van de zege op Spanje.

### 26 mei
- Michael Jackson trouwt met Lisa Marie Presley.
- De Internationale Walvisvaartcommissie roept de wateren rond Antarctica uit tot international walvisreservaat. Op 90 procent van de walvissen die zwemmen in het zuidpoolgebied mag niet meer gejaagd worden.

### 29 mei
- Het Frans voetbalelftal wint de Kirin Cup door na Australië (1-0) ook gastland Japan (4-1) te verslaan.

<< · januari · februari · maart · april · mei · juni · juli · augustus · september · oktober · november · december · >>